# Guerillakommunikation
 Denne artikel bør gennemlæses af en person med fagkendskab for at sikre den faglige korrekthed.

Guerillakommunikation er et samlebegreb for de kommunikationsmetoder, man må ty til, når man ikke har store annoncekampagner til rådighed. Derfor er genren særligt velegnet til mindre organisationer, små virksomheder og privatpersoner med et budskab.
I stedet for store summer investeres kreativitet, tid og energi i at få spredt et budskab. Det betyder ikke, at man ikke også kan investere lidt penge, hvis det kan understøtte ovenstående; begrebet er ikke dogmatisk.
Guerillakommunikation kan benytte en lang række midler til at få sit budskab ud: Det kan være pressestunts, happenings, uddelinger, viral-videoer og lignende aktioner, men også mere traditionelle midler som pressemeddelelser, foldere og plakater eller websideer.
Begrebet guerillakommunikation er nært beslægtet med begrebet guerilla marketing, introduceret af amerikaneren Jay Conrad Levinson i bogen af samme navn fra 1984, og vil altid indgå som en del af guerilla marketing, men har ikke nødvendigvis samme fokus på salg.